# Ryō (monnaie)
Pour les articles homonymes, voir Ryō (homonymie).

Le ryō (両) est le nom d'une ancienne unité monétaire japonaise précédant le yen, dérivée du liǎng chinois. 
C'est aussi le nom donné à une ancienne pièce de monnaie japonaise en or pré-Meiji d'une valeur d'un ryō et appelée koban.

## Système

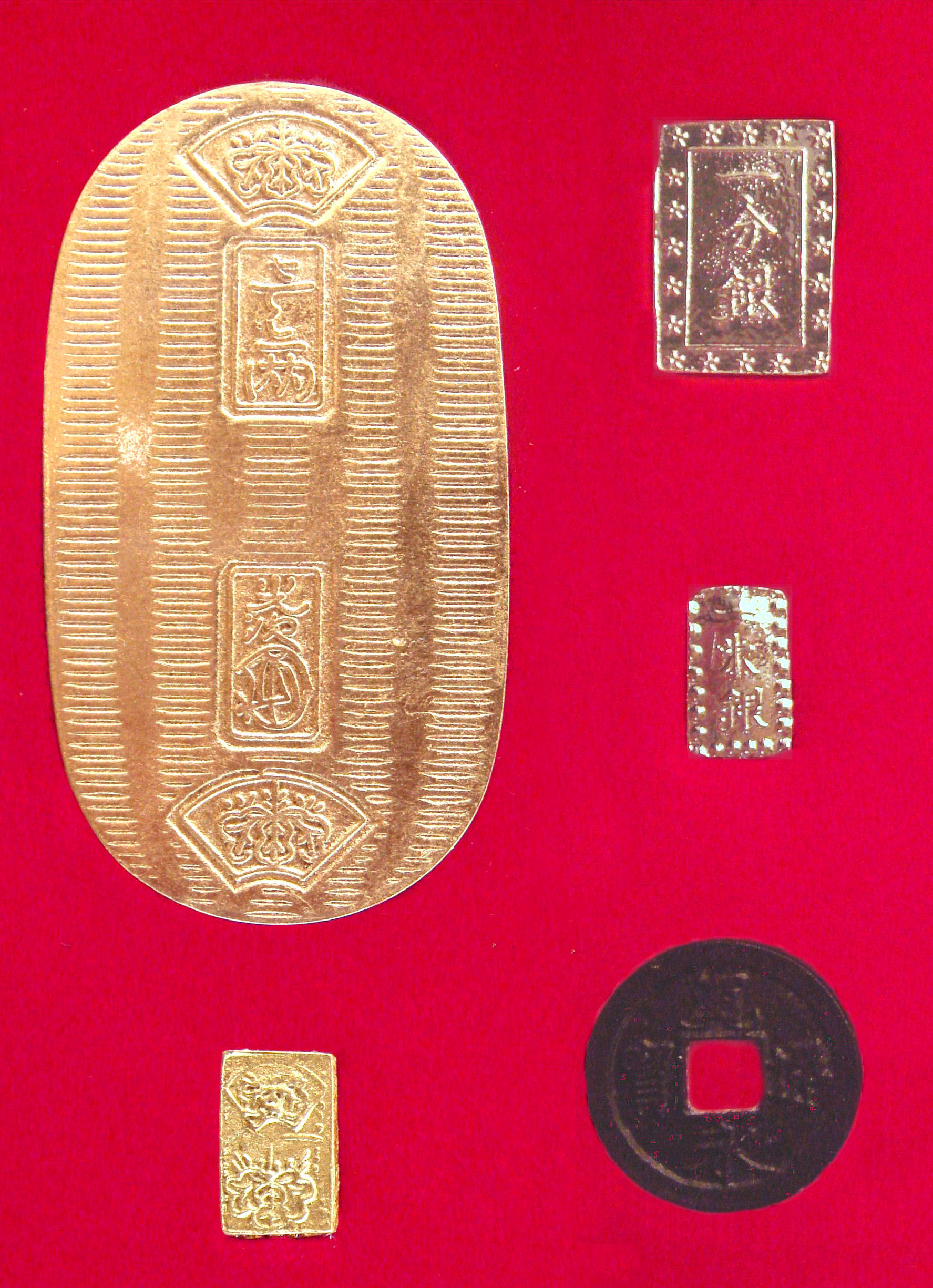
Différentes émissions du système monétaire Tokugawa (vers 1714) : grand koban d'or de forme ovoïde au-dessus d'un petit ichibuban d'or, en haut à droite un ichibuban d'or au-dessus d'un shu d'argent et un mon de bronze de forme arrondie.

Apparu à l'époque Sengoku, le système monétaire Tokugawa est non décimal et de base 4. Le rapport entre le ryo et ses sous-unités est le suivant :
1 ryo = 4 bu = 16 shu = 4 000 mon. Par ailleurs, 7,5 ryo = 1 oban.
100 mons prenaient la forme d'une pièce en bronze de forme elliptique avec un trou de forme carrée en son centre pesant environ 20 g.
1 shu prenait la forme d'un petit volume rectangulaire en argent pur pesant un peu moins de 2 g. Il fallait donc 32 g d'argent pour un koban d'or pesant en moyenne 17 g. Ce rapport entre métaux va se dégrader au début du XIXe siècle.
En termes de pouvoir d'achat, un ryō suffisait à acheter 4 koku de riz, c'est-à-dire du riz pour une personne pour quatre ans.
Le système est remplacé en 1870 par le yen valant 100 sen ou 1 000 rin.

## Représentations fictionnelles
Le ryō est la monnaie utilisée par les personnages de fiction des séries Naruto, Samurai champloo, Okami… ainsi que dans le jeu vidéo Like a dragon: Ishin.
Dans le cas de Naruto, cette monnaie est sous forme de papier et de pièces, comme la monnaie moderne, plutôt qu'uniquement sous forme de pièces comme le ryō historique. Il était aussi utilisé dans la série japonaise des années 1960 à 1980, Zatoichi.